# William Webb Ellis
William Webb Ellis, född den 24 november 1806 i Salford, Lancashire, död den 24 januari 1872 i Menton, var en engelsk präst. 
Enligt legenden var det han som 1823 under en fotbollsmatch på Rugby School uppfann rugby, då han tog fotbollen i händerna och började springa. Legenden har dock inte kunnat styrkas.